# Gelis compactus
Gelis compactus là một loài tò vò trong họ Ichneumonidae.